# Guido Klöpper
Guido Klöpper (* 11. September 1968 in Minden; † 5. Februar 2014) war ein deutscher Handballspieler und -trainer. Der Linkshänder wurde vornehmlich im rechten Rückraum eingesetzt.

## Handballkarriere

### Spieler
Klöpper wechselte 1984 vom MTV 1860 Minden in die B-Jugend des Bundesligisten Grün-Weiß Dankersen. Im Seniorenbereich spielte er zunächst zwei Jahre für die Mindener Reserve-Mannschaft in der Verbandsliga und hatte nur vereinzelt Einsätze in der Zweitliga-Mannschaft. Erst ab der Saison 1989/90 gehörte er zum Stamm. 1991 wechselte Klöpper dann innerhalb der zweiten Liga zum Kreisrivalen TuS Nettelstedt. Durch seinen Wechsel zu Aufsteiger TSG Altenhagen-Heepen im Jahr 1993 blieb er der zweiten Liga ein weiteres Jahr erhalten, bevor er dann für fünf Jahre beim TuS Jöllenbeck und für weitere sieben Jahre für den VfL Mennighüffen in der Oberliga spielte. In Mennighüffen beendete Klöpper 2006 zunächst seine Karriere, half jedoch im Abstiegskampf der Saison 2009/2010 noch einmal aus. Kurz vor Saisonende zog er sich allerdings im Spiel beim TSV Hahlen einen Teilabriss der Achillessehne zu.

### Trainer
Klöpper erwarb die B-Lizenz und hatte seine einzige Trainerstation von 2007 bis 2009 beim Drittligisten LiT Nordhemmern/Mindenerwald.

## Privates
Klöpper war Oberstudienrat an der Gesamtschule Hüllhorst. Gemeinsam mit Ehefrau Iris hatte er eine Tochter und einen Sohn.

## Tod
Am 5. Februar 2014 erlag er einem Krebsleiden.